# Rollstuhl
Der Rollstuhl (kurz Rolli oder veraltet Fahrstuhl und Krankenfahrstuhl) ist ein Hilfsmittel für Menschen, die aufgrund einer körperlichen Behinderung in der Fähigkeit zum Gehen beeinträchtigt sind. Der Rollstuhl ermöglicht es diesen Menschen, mobil zu sein; er ist kein Therapiegerät. In Deutschland gibt es 1,56 Millionen Rollstuhlfahrer.

## Geschichte

### Die Entwicklung vom Mittelalter bis zur Gegenwart
König Philipp II. von Spanien hatte 1595 offenbar einen Rollenstuhl mit verstellbarer Rücken- und Fußstütze. Einen mit einer Handkurbel selbstanzutreibenden Rollstuhl konstruierte der von der Hüfte an gelähmte deutsche Uhrmacher Stephan Farfler 1655. Das erste Patent für einen Rollstuhl wurde im Jahr 1869 in den USA erteilt.
Von ersten einfachen Modellen ausgehend, hat sich inzwischen eine Vielfalt an Rollstuhltypen entwickelt, die sowohl nach Behinderungsmerkmalen als auch Anwendungszwecken differenziert sind. Zahlreiche Merkmale der Konstruktion des Rahmens, der Sitzeinheit und der Ausstattung haben sich ausdifferenziert.

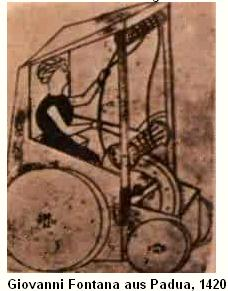
Rollstuhl mit Seilzugantrieb aus Johannes de Fontanas Bellicorum instrumentorum liber cum figuris, Venedig um 1420–1430
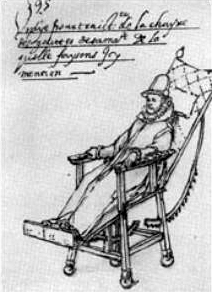
Rollenstuhl von Philipp II. von Spanien, 1595
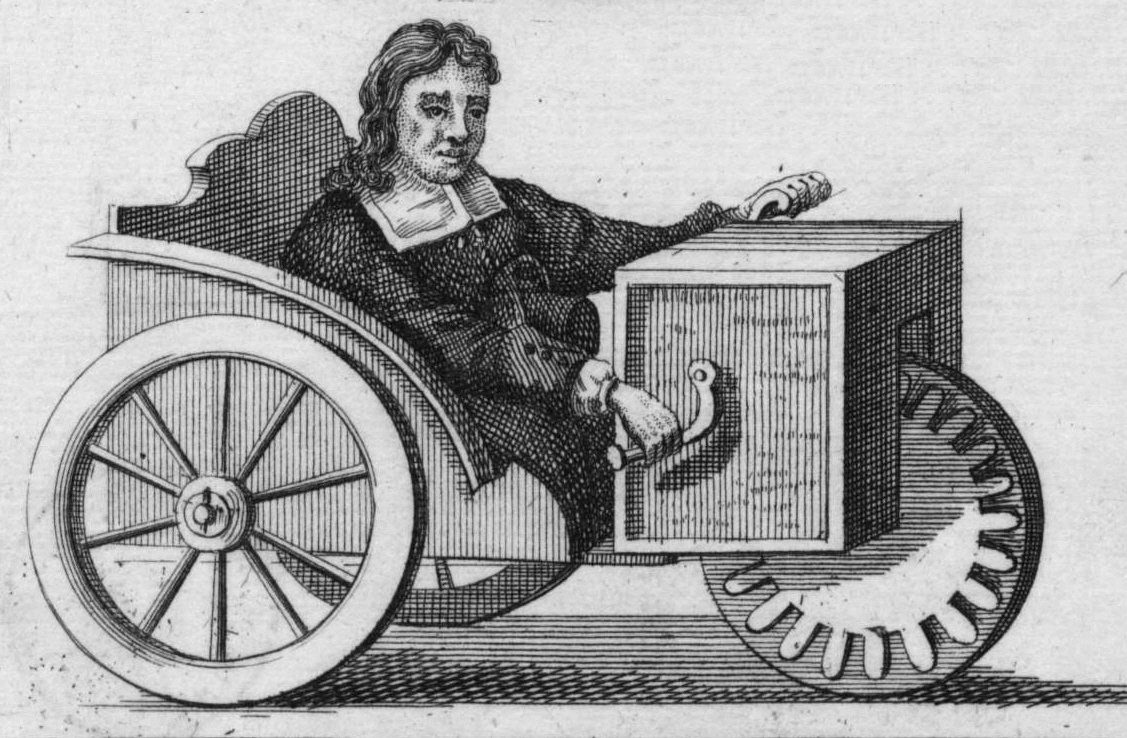
Farflers Rollstuhl von 1655
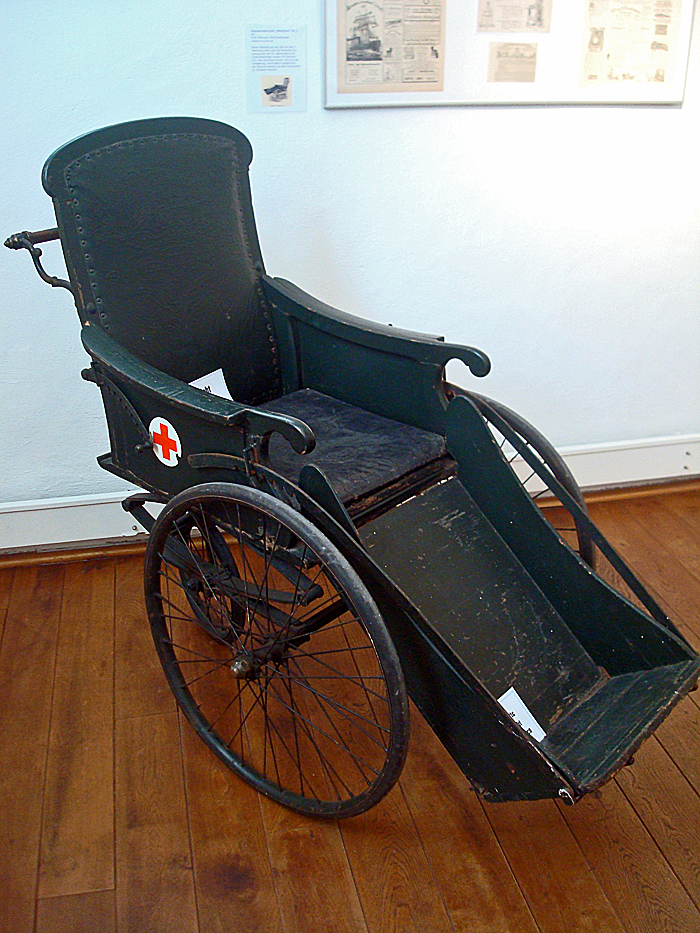
Krankenfahrstuhl „Westfalia“ aus der Zeit vor 1914 aus dem St.-Elisabeth-Hospital Gütersloh
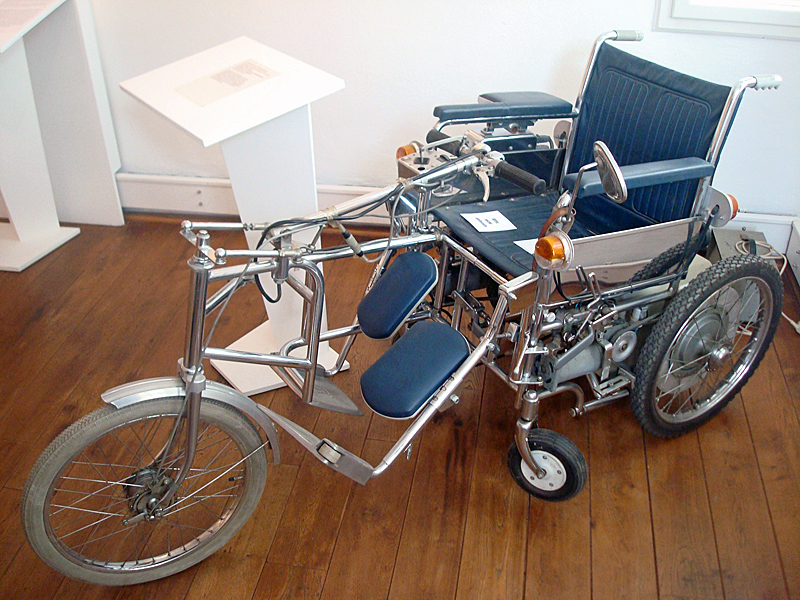
Elektrischer Faltrollstuhl, Ende 1960er Jahre, im Stadtmuseum Gütersloh
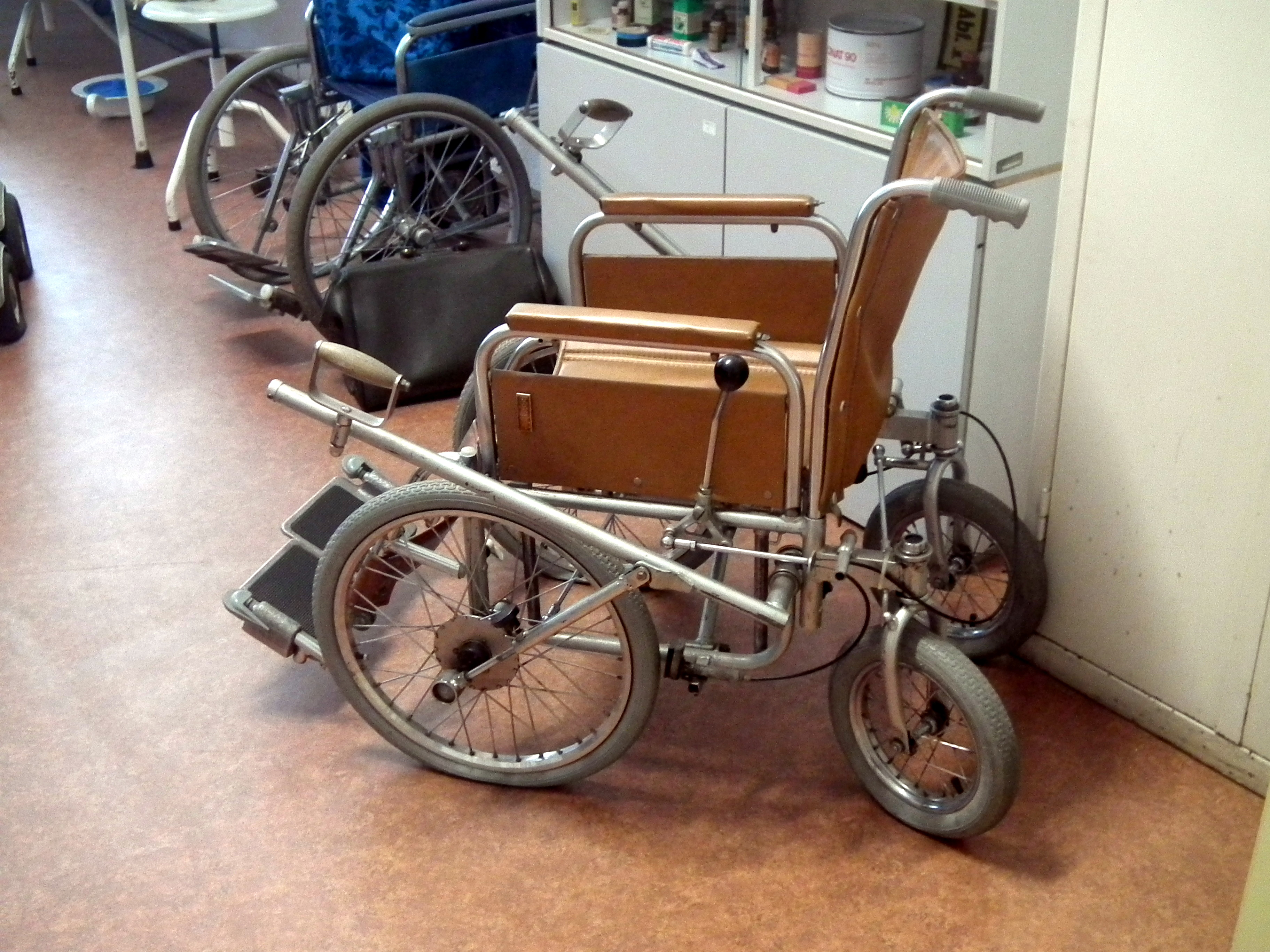
Rollstuhl mit Hebelantrieb im DDR-Museum Pirna
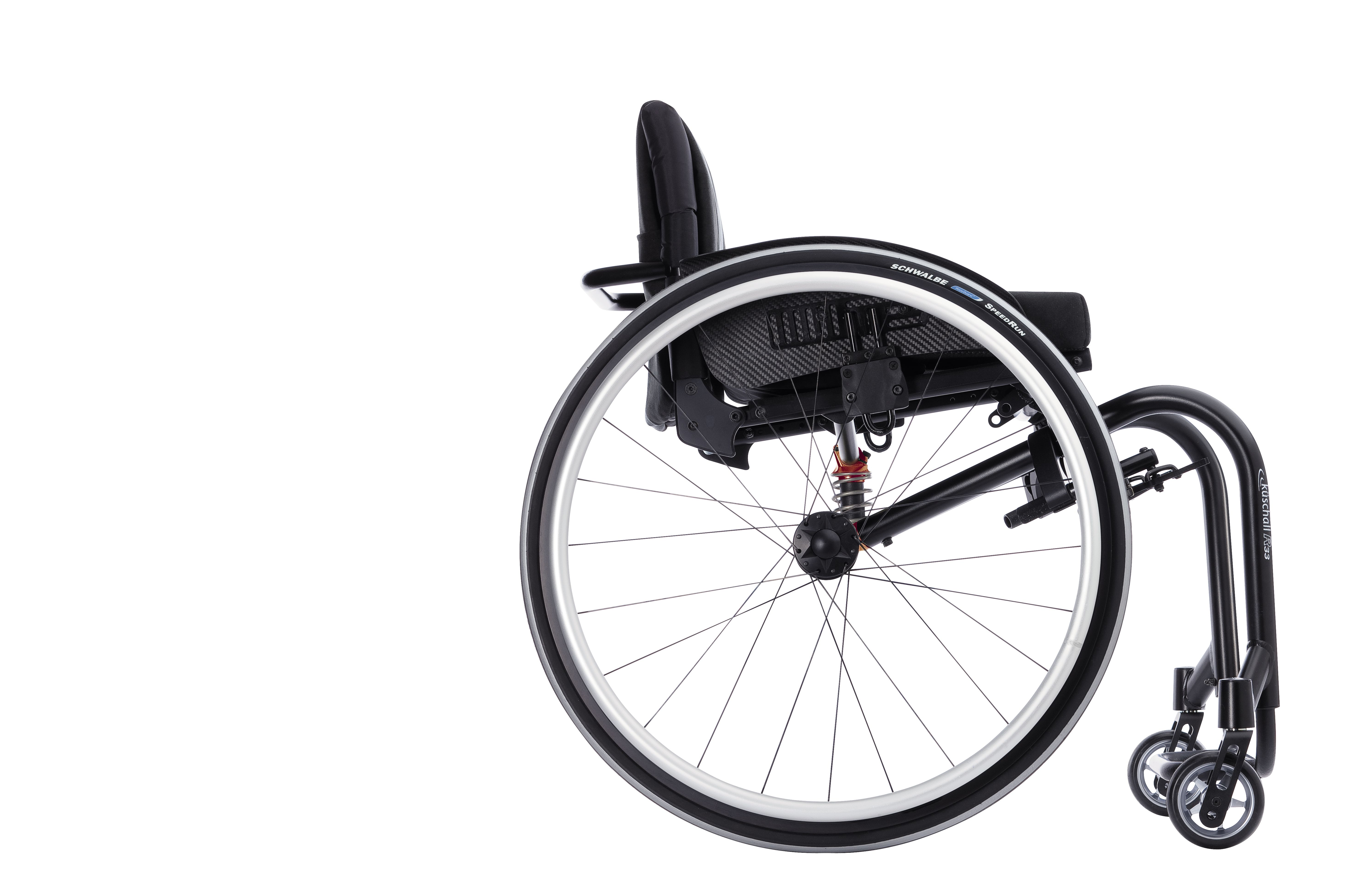
Aktivrollstuhl ab den 1990er Jahren von Küschall

### Rollstühle als Luxusangebot
Bei der Wiener Weltausstellung 1873 standen Rollstühle als Luxusangebot bereit. Dieser Service war nicht primär ein Angebot für Körperbehinderte, sondern für betuchte Ausstellungsbesucher, denen damit der ermüdende Ausstellungsrundgang angenehmer gestaltet werden sollte. Vor allem mondäne Damen, deren Bewegungsfreiheit durch Kleider mit langen Schleppen eingeschränkt war, machten gerne von dem Service, sich mit Schiebesesseln von livrierten Bediensteten durch die Ausstellung schieben zu lassen, Gebrauch.

## Rollstuhl-Typen

### Unterscheidung nach Rahmenbauart
Faltfahrerhaben einen Rahmen in faltbarer Ausführung. Sitzfläche und Rückenlehne sind in der Grundkonstruktion aus flexiblem Tuchmaterial oder einer abnehmbaren Sitzplatte gefertigt, und der Rahmen hat eine zusammenklappbare liegende oder stehende Kreuzstrebe. Die stehende Kreuzstrebe des klassischen Faltfahrers bewirkt eine gewisse Dämpfung bei unebener Bodenbeschaffenheit. Allerdings geht durch die flexible Verstrebung beim Fahren einiges an Kraft verloren. Er ist deutlich schwerer als ein Starrrahmen. Für viele erwachsene Rollstuhlfahrer ist ein gefaltetes Modell leichter ins Auto zu verladen; Verladehilfen sind oft nur für Faltfahrer erhältlich. Deswegen nehmen einige erwachsene Rollstuhlnutzer die schlechteren Fahreigenschaften in Kauf.
Starrrahmenstühlehaben einen nicht faltbaren Sitzrahmen und eine ungeteilte und nicht abnehmbare Fußraste. Normalerweise lässt sich zum Transport die Rückenlehne umklappen und die Antriebsräder über die Steckachse abnehmen. Der Starrrahmen ist deutlich leichter und bietet eine optimierte Kraftübertragung.

### Unterscheidung nach Antriebsart

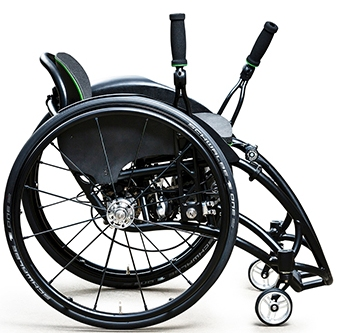
Handhebelrollstuhl DESINO mit dynamischem Sitz, Köln 2015

GreifreifenrollstuhlGreifreifenrollstühle, die der selbständigen Fortbewegung mit Handantrieb durch Greifringe dienen, sind weit verbreitet.
Rollstuhl mit EinhandantriebRollstühle mit Einhandbetrieb sind zum Selbstfahren mit einer Hand geeignet. In der Regel befinden sich Doppelgreifreifen auf einer Seite des Rollstuhls. Dadurch können die Räder durch eine spezielle Radachse separat und eigenständig angetrieben werden.
HandhebelrollstuhlHandhebelrollstühle, die zum Selbstfahren mittels Handhebeln und Hebel-Getrieben gedacht sind, sind bei Aktivrollstühlen seltener vertreten. Es gibt dazu neuere Entwicklungstendenzen.
Motorrollstuhl
- Elektrorollstühle, die umgangssprachlich E-Rolli genannt werden, haben einen Elektromotorantrieb.
- Vor dem heute üblichen Elektrorollstuhl gab es Modelle, die mit einem kleinen Zweitakt-Verbrennungsmotor, meist von einem Mofa, angetrieben wurden.[6] Der Rollstuhl war vom Benutzer meist mit ausgestreckten Beinen zu benutzen und besaß vorne ein einzelnes lenkbares Rad.

SchieberollstuhlSchieberollstühle sind zum Schieben einer passiven Person mithilfe der Schiebegriffe an der Rückenlehne geeignet.
TrippelrollstuhlTrippelrollstühle dienen der selbstständigen Fortbewegung mit den Füßen mittels „Trippeln“. Diese Rollstühle entsprechen in der Form einem Greifreifenrollstuhl, dessen Fußbrett entfernt wurde.

### Unterscheidung nach Kassenleistung/Verordnungstext

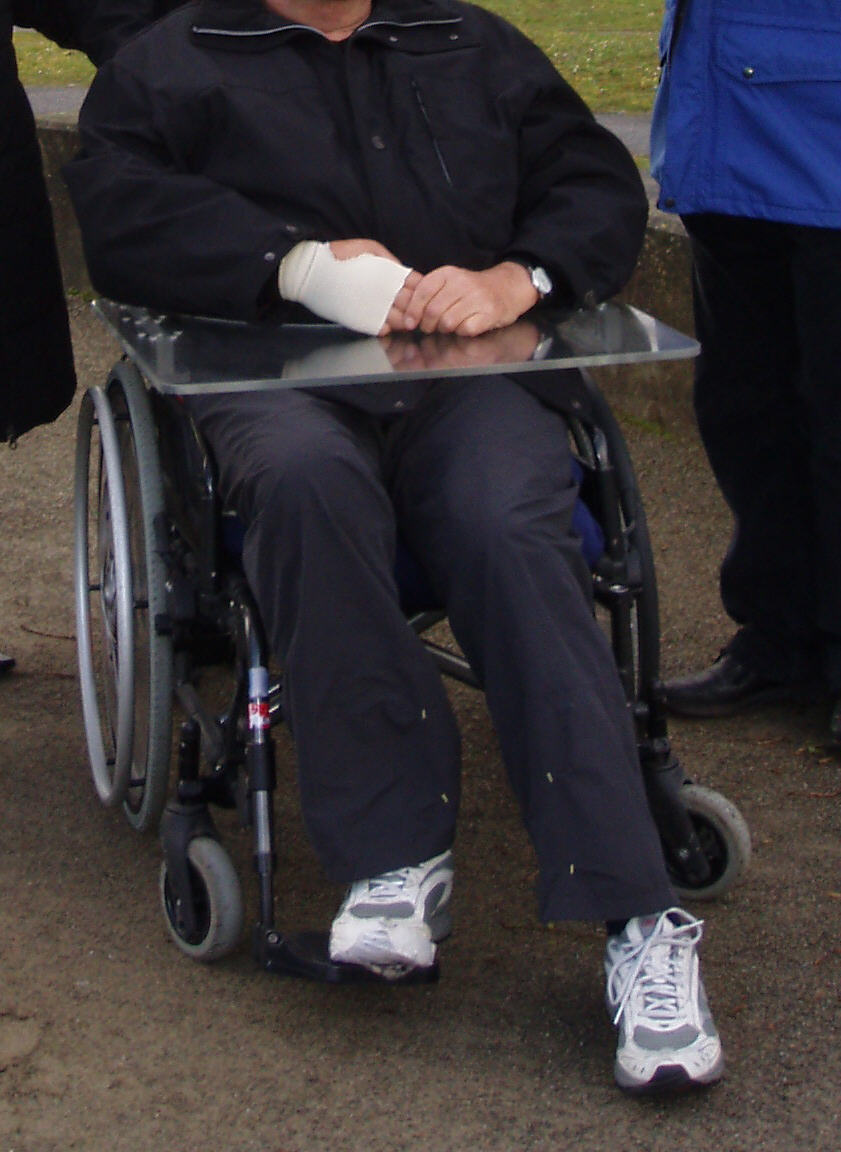
Rollstuhl in einer Rehaeinrichtung mit Zurichtung für einen Menschen mit Hemiplegie

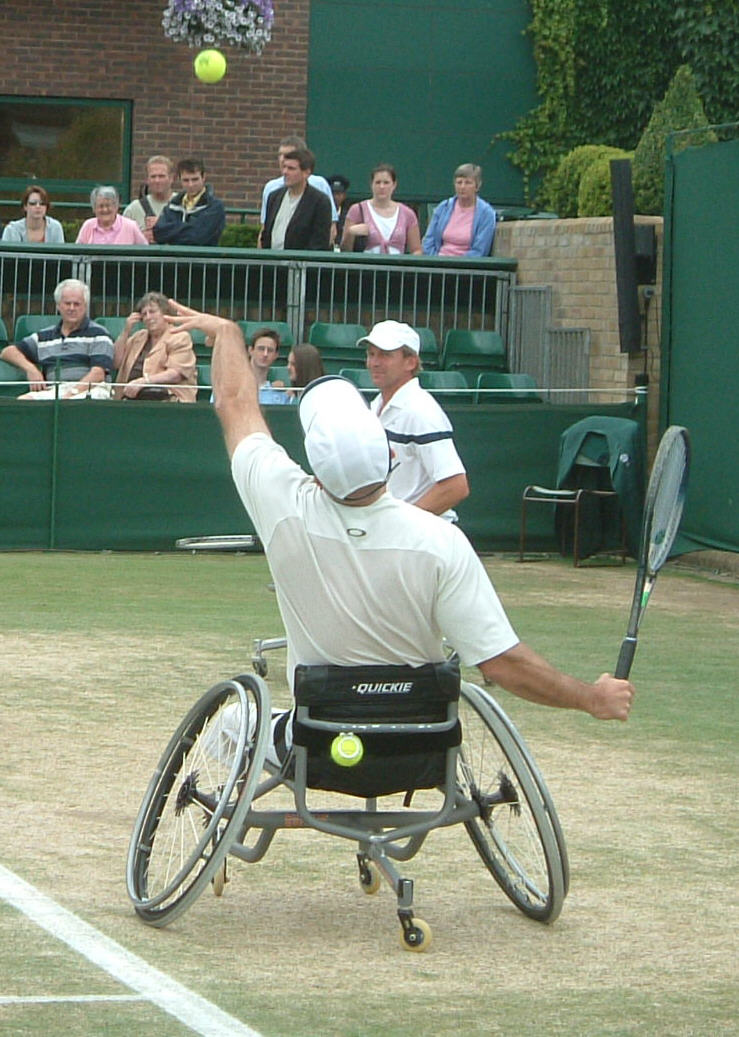
Ein Tennisrollstuhl. Gut zu erkennen sind der starke Sturz, der Kippschutz und der Sicherheitsgurt

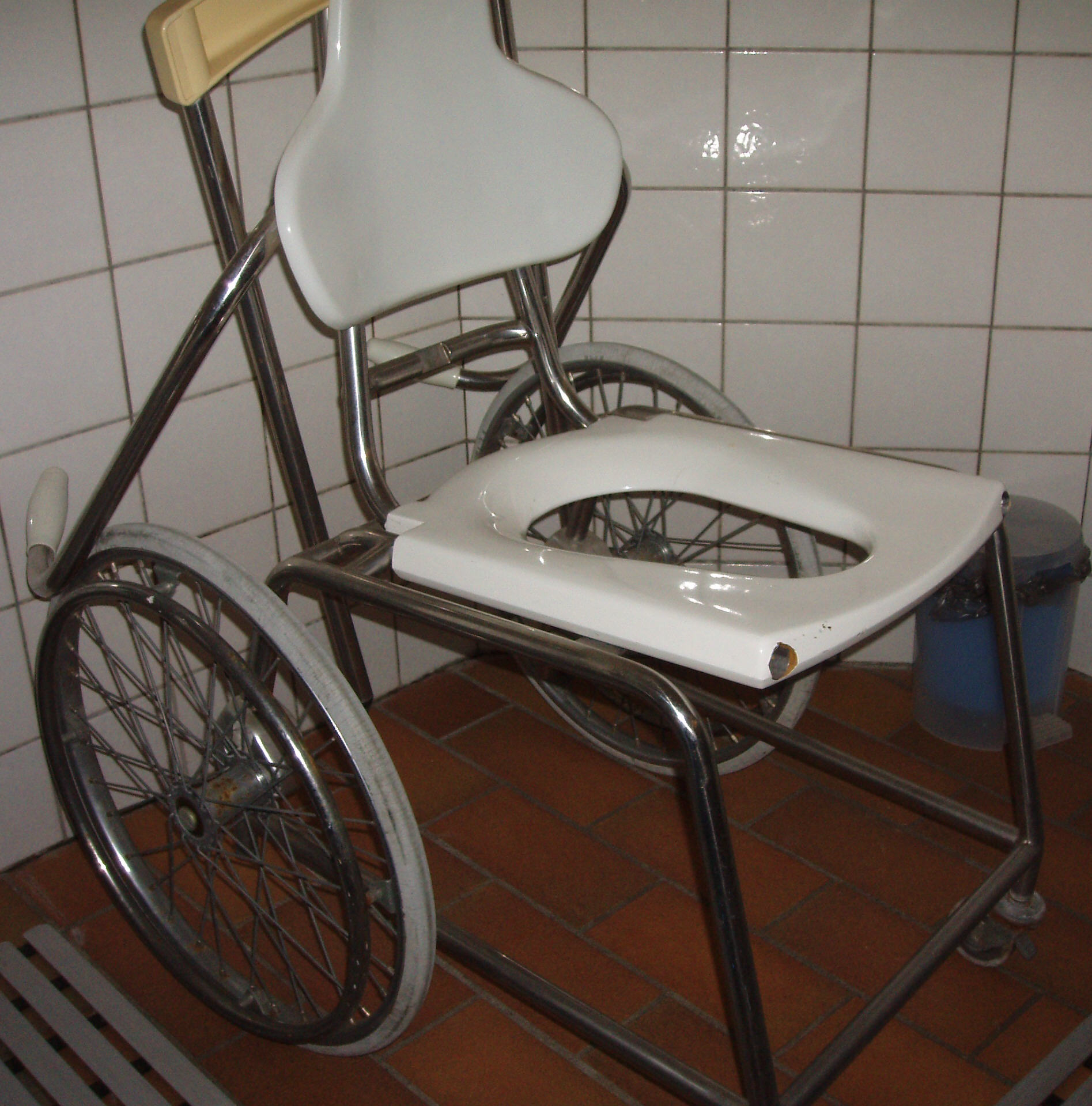
Ein betagter Duschrollstuhl in einem öffentlichen Schwimmbad

Für die Versorgung mit einem Rollstuhl ist in Deutschland der ärztliche Verordnungstext relevant für die Leistungen der Krankenkassen. Dabei wird zwischen folgenden Rollstuhltypen unterschieden:
StandardrollstuhlDieser Rollstuhltyp bietet nur elementare Rahmen- und Ausstattungsmerkmale, die eine Grundversorgung für die nicht dauerhafte Benutzung darstellen. Er ist als Selbstfahrer-Rollstuhl (mit 24-Zoll-Antriebsrädern) sehr schwer (um 20 kg), und eine individuelle Einstellung ist nur begrenzt möglich. Das selbstständige Fortbewegen mittels der Arme ist konstruktionsbedingt als eher kraftraubend zu bezeichnen. Speziellere Bedürfnisse z. B. nach mehr Bewegungsfreiheit, Leichtigkeit und Sitzkomfort werden allenfalls durch zusätzliches oder austauschbares Zubehör abgedeckt. Deshalb dient ein Standardrollstuhl häufig als Transport- und Schieberollstuhl in Kliniken und Einrichtungen oder als kurzzeitige Hilfsmittel-Versorgung bei vorübergehender, eingeschränkter Mobilität (z. B. nach Frakturen an Beinen, Zustand nach Operationen). Sie sind vom Kostenfaktor eher günstig.
LeichtgewichtrollstuhlEr unterscheidet sich vom Standardrollstuhl zunächst durch das Rahmenmaterial mit etwas geringerem Gewicht (etwa 13–17 kg). Hinzu kommt, dass er aufgrund der Einstellungs- und Ausstattungsmöglichkeiten eine etwas individuellere Anpassung bietet (wichtigstes Merkmal ist die Verstellbarkeit der Sitzhöhe). Eine selbständige Fortbewegung ist dennoch nur unter großem Kraftaufwand möglich; insofern ist diese Bezeichnung leicht irreführend. Leichtgewichtsrollstühle werden häufig in der Rehabilitation von Menschen mit Schlaganfall (z. B. als „Trippelrollstuhl“ genutzt) oder im Anfangsstadium bei Multipler Sklerose eingesetzt. Dieser Rollstuhltyp ist teurer als ein Standardrollstuhl.
Multifunktions-, Pflege-, Positionierungs- oder LagerungsrollstühleSie haben als Option teilweise unterschiedliche Sitz- und Rückenpolstereinheiten und verfügen üblicherweise über eine Sitzkantelung und Rückenwinkelverstellung per Gasdruckfeder. Dies ermöglicht eine Positionierung des Nutzers von einer aufrechten zu einer halbliegenden Sitzposition, während er im Rollstuhl sitzt. Diese Rollstühle gehören überwiegend zu der Kategorie Schieberollstühle, da das eigenständige Antreiben aus dem Rollstuhl selbst heraus aufgrund der Bauart äußerst schwerfällt oder gar nicht erst möglich ist. Sie werden bei schwerstmehrfachbehinderten Rollstuhlnutzern eingesetzt und sollen die Pflege erleichtern oder eine „mobile“ Lagerung ermöglichen. Durch viele Bauteile und Verstellmöglichkeiten ist das Gesamtgewicht dieser Stühle recht hoch.
Adaptiv-Rollstühle oder Aktiv-RollstühleSie zeichnen sich durch individuelle Anpassung in Maßen und Ausstattung an den jeweiligen Nutzer aus. Die Anpassung an die jeweiligen anthropometrischen Gegebenheiten des Benutzers erfolgt normalerweise in cm-Schritten. Der Rollstuhl sollte immer im Beratungsgespräch von einem erfahrenen Medizinprodukteberater angepasst werden. Eine vorherige Erprobungsphase ist meist ratsam. Neben Design und Optik entscheidet vor allem die anschließende Nutzbarkeit über das Modell und seine Ausstattungsmerkmale. Der Rollwiderstand und das Gewicht bei einem Aktivstuhl sind derart minimiert, dass eine selbstständige Fortbewegung besonders leicht fällt. Dadurch soll eine möglichst eigenständige Lebensweise mit dem Hilfsmittel, trotz Behinderung, sichergestellt werden. Das Gewicht dieser Rollstuhlmodelle variiert bei den neueren Modellen zwischen 5 und etwa 10 Kilogramm. Diese Herstellerangabe bezieht sich jedoch meist auf das Verladegewicht des Rollstuhls ohne Antriebsräder und in gesonderter Ausstattung. Das Rahmenmaterial ist meist aus Aluminiumlegierung, wesentlich teurere Varianten sind aus Titan oder Carbon in festverschweißter Ausführung. Aktiv-Rollstühle können zwischen 2000 und 7000 Euro kosten (Stand 2013).

### Unterscheidung nach besonderen Einsatzmöglichkeiten
Sportrollstühlesind an die jeweiligen Anforderungen des Behindertensports angepasst, für Rollstuhltennis, Rollstuhlbasketball, Rollstuhlrugby oder Cross Country. Je nach Sportart werden an den Rahmen Schutz- oder Rammbügel angebracht. Ein ausgeprägter Radsturz sorgt für mehr Drehfreudigkeit des Stuhls und Stabilität in Kurven oder bei schnellen Richtungswechseln. Überflüssige Bauteile verschwinden. Nicht selten ist der Rahmen als Starrrahmen individuell angefertigt und komplett „schraubenlos“, in einem Stück geschweißt.
Rennrollstühlegehören ebenfalls zu den Sportrollstühlen und sind für hohe Geschwindigkeiten optimiert, der tiefliegende Sitz und die Lehne meist auf das unbedingt Notwendige reduziert, der Rahmen ist für eine größere Stabilität starr und nicht faltbar. Die paarigen Räder haben einen starken Sturz und vergleichsweise kleine Greifreifen zur besseren Kraftumsetzung, statt eines vorderen Rollenpaars ist zur besseren Spurhaltung nur ein einzelnes lenkbares Rad vorn angebracht.
Duschrollstühlesind speziell für die Benutzung zur Körperpflege in Nasszellen ausgelegt. Sie werden aus nässeunempfindlichen und leicht desinfizierbaren Materialien hergestellt und haben meist eine Hygieneöffnung in der Sitzfläche.
Strandrollstühlewerden ebenfalls aus Materialien hergestellt, die möglichst unempfindlich gegenüber Nässe, Salzwasser und Sand sind. Sie haben sehr breite Ballonreifen, damit eine Fortbewegung des Stuhls auf weichem Untergrund möglich ist, und sind daher meist nicht zum Antrieb über Greifreifen geeignet. Manche Strandrollstühle sind sehr flach, etwa in der Art von Liegestühlen, gebaut, sodass der Benutzer ins Wasser hineingefahren werden und dort den Stuhl verlassen kann.

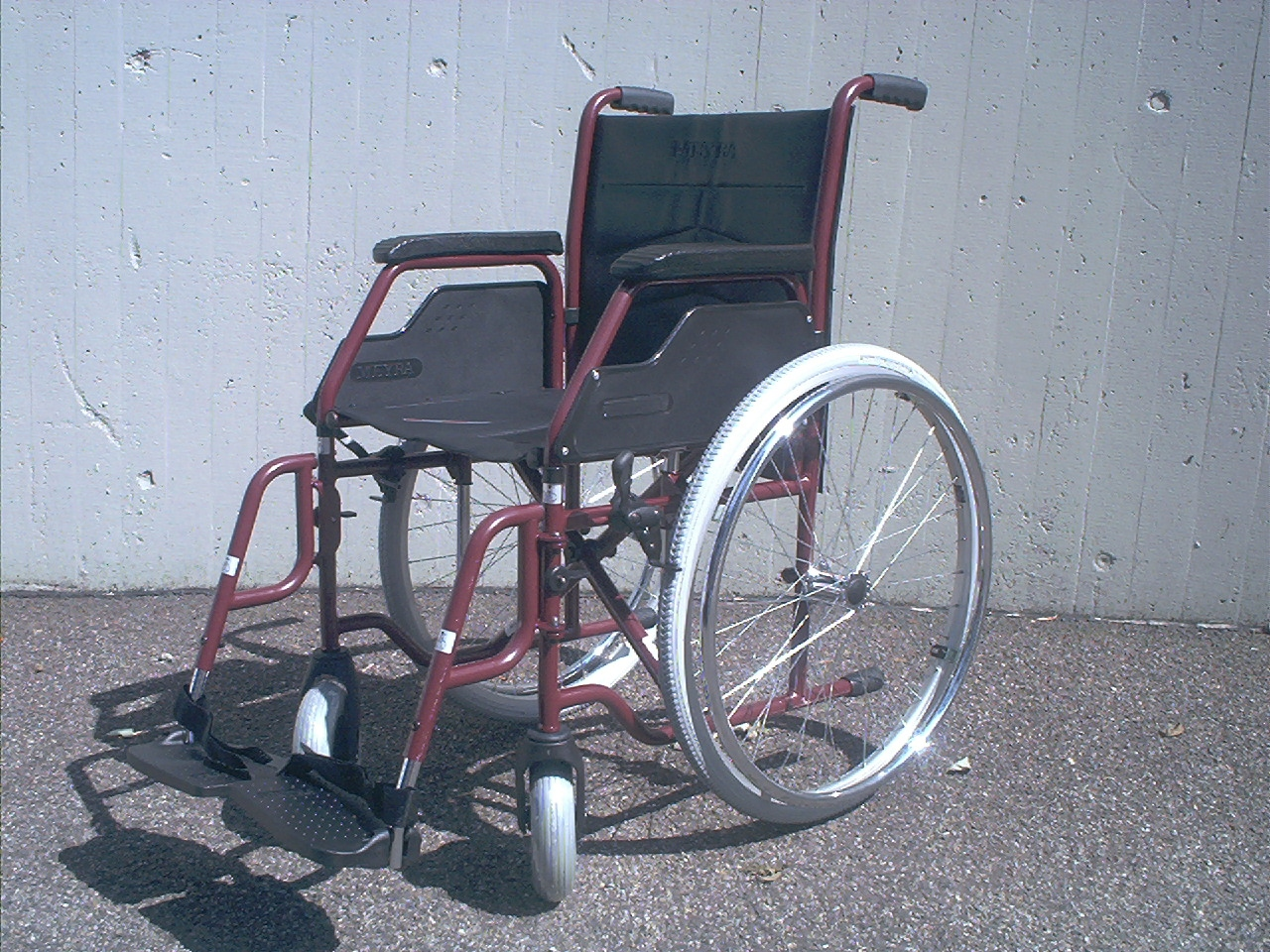
Standard-Rollstuhl von 2005
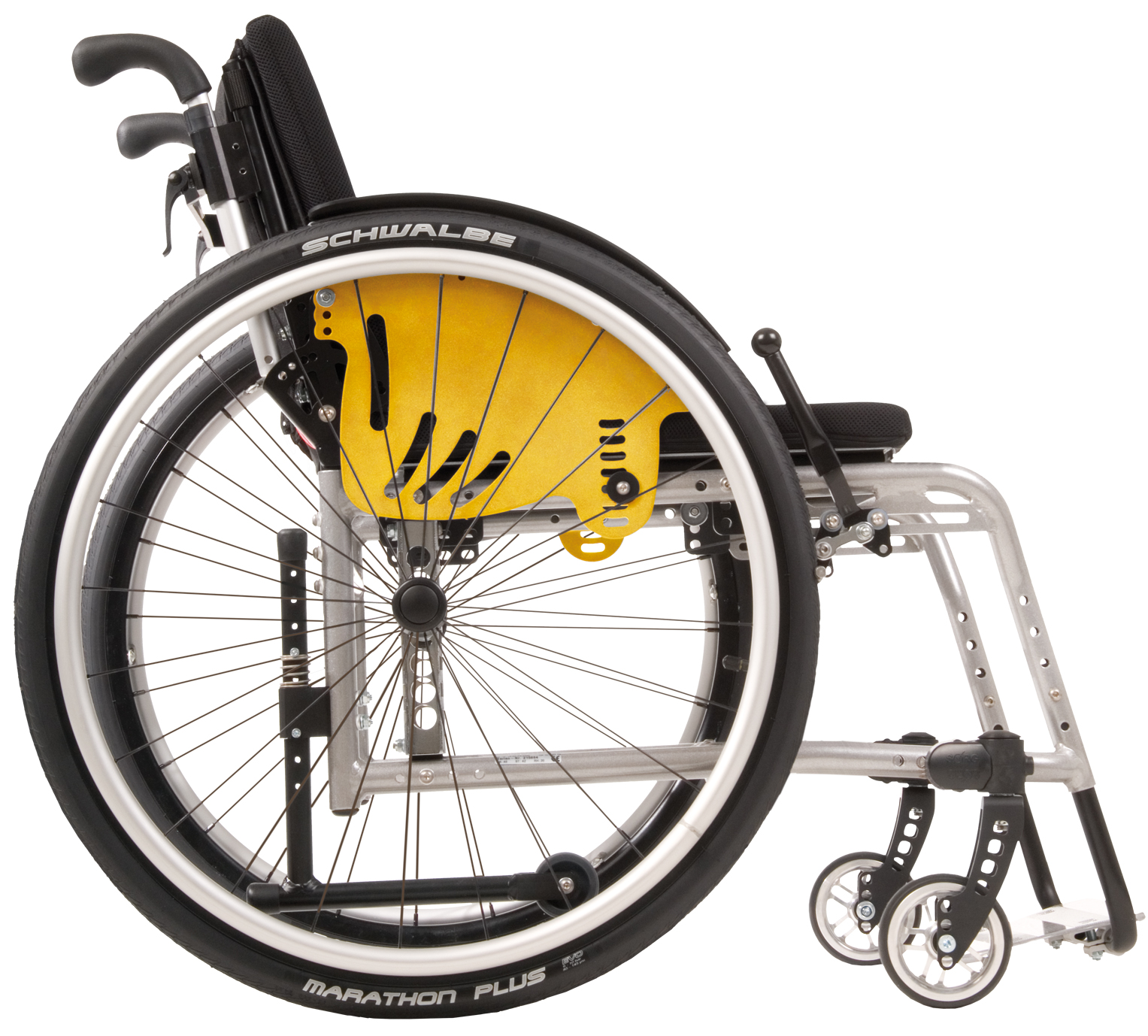
Ultraleichter Adaptiv-Rollstuhl mit starrem V-Rahmen
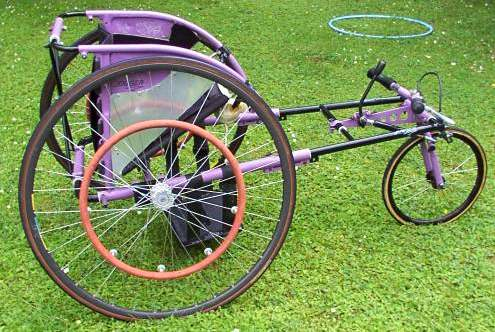
Rennrollstuhl
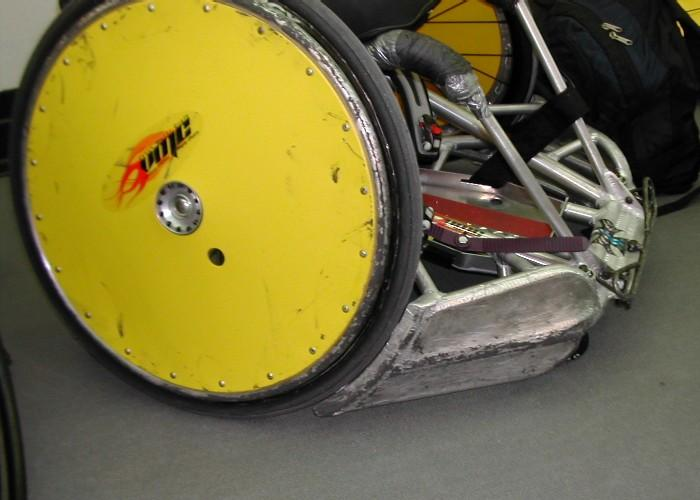
Rugbyrollstuhl
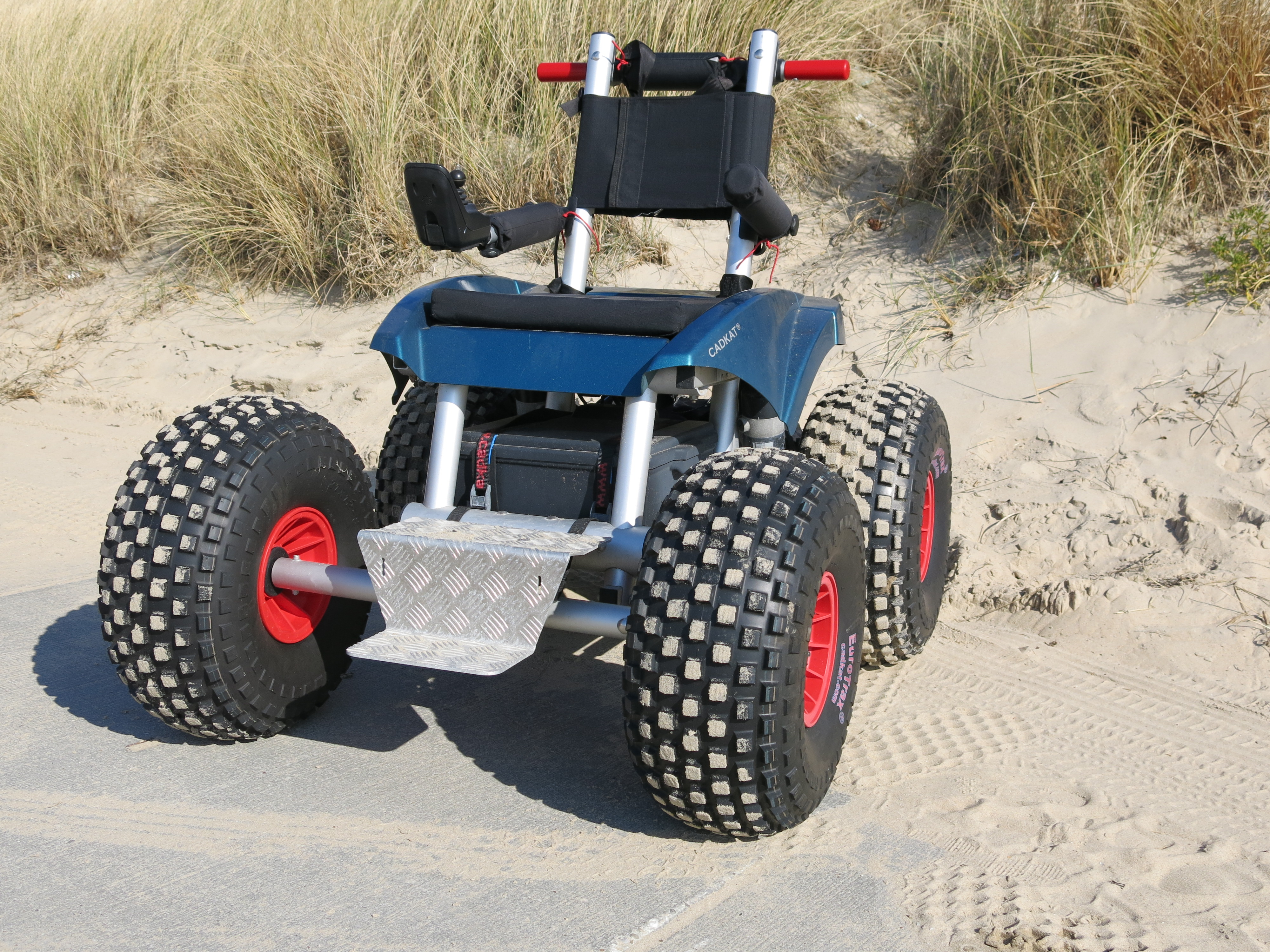
Strandrollstuhl
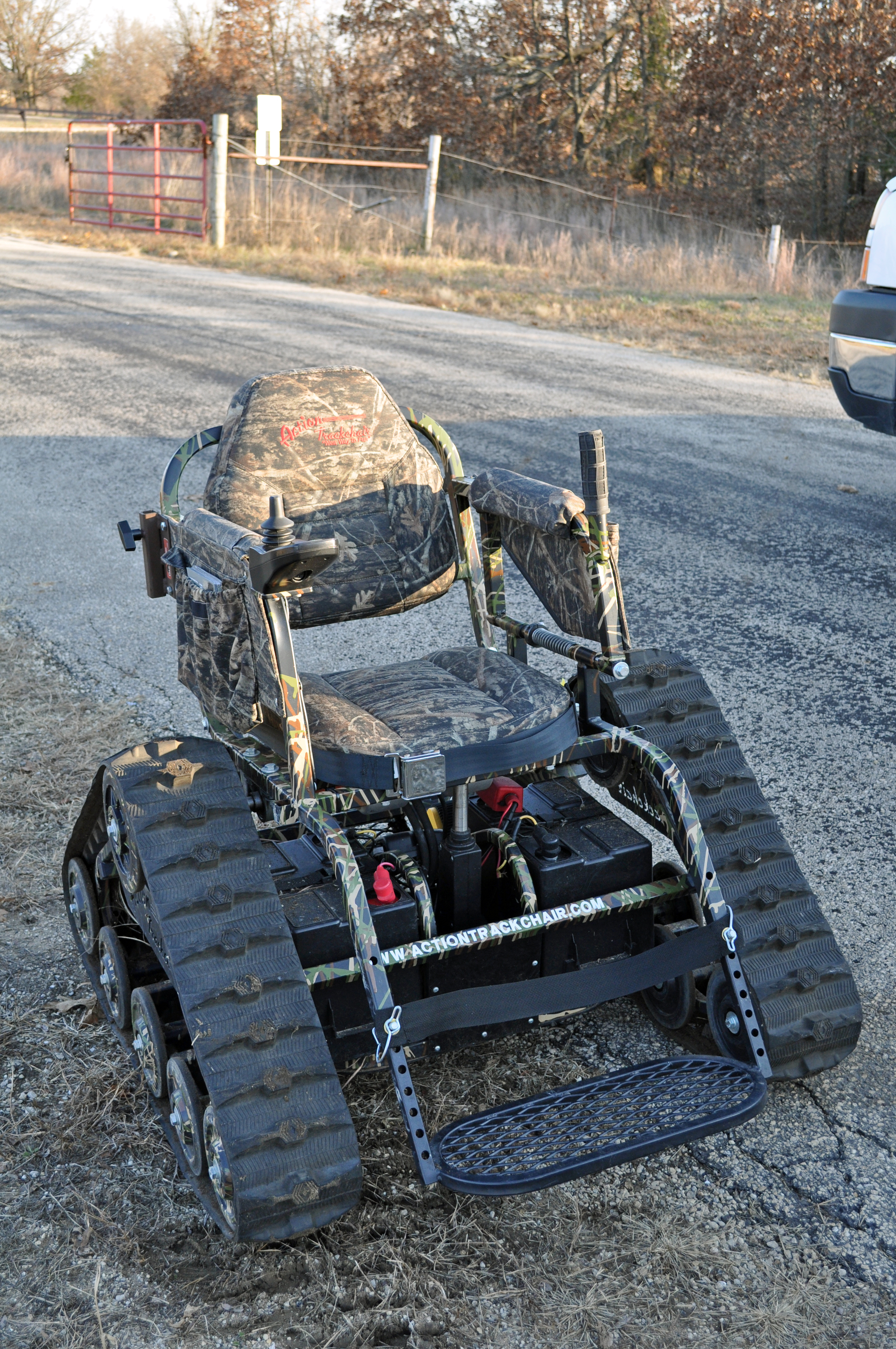
Geländegängiger Rollstuhl mit Kettenfahrwerk und Tarnanstrich für die Jagd

## Kinderrollstuhl-Versorgung

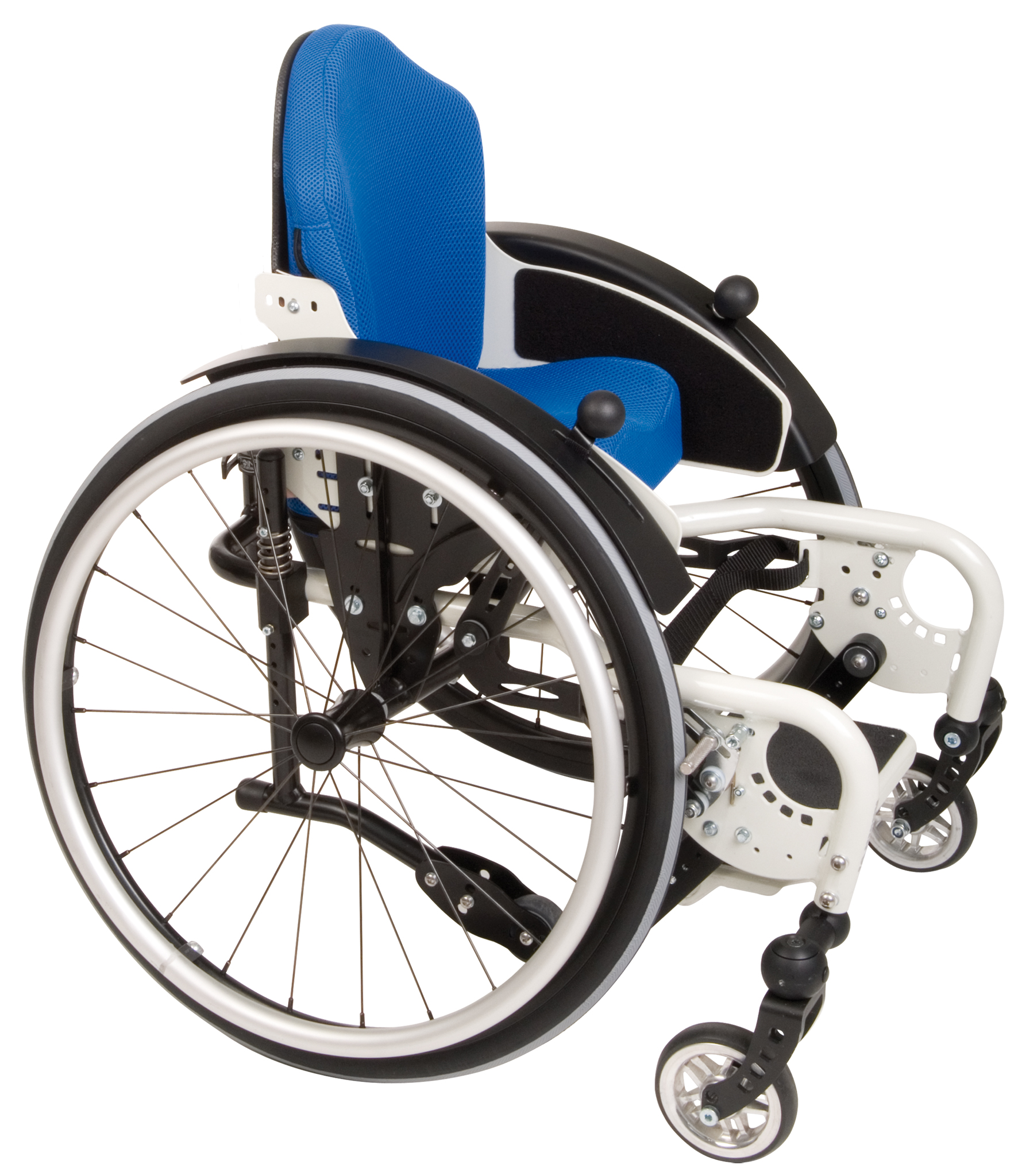
Extrem kleiner und leichter Kinder-Rollstuhl

Ein Kinderrollstuhl ist nicht einfach nur ein verkleinerter Erwachsenenrollstuhl, sondern unterscheidet sich in den Anforderungen und folglich in Bauart und Ausstattung. Mit der Rollstuhlversorgung kann schon sehr früh begonnen werden, damit das Kind mit Beeinträchtigung seine Umwelt entdecken und erleben kann und sich so optimal kognitiv entwickelt. Bereits ein- bis zweijährige Kinder können lernen, Rollstuhl zu fahren. Das bewirkt nicht – wie befürchtet –, dass sie faul würden oder nicht später bei entsprechenden Möglichkeiten das Gehen erlernen könnten oder wollten.

## Forschung
Bisher scheint es aus kultur- und sozialwissenschaftlicher Sicht keine Forschungsperspektiven auf das Hilfsmittel Rollstuhl und seine gesellschaftliche und sozio-kulturelle Funktion zu geben. Auch geschichtliche Daten sind selten. Ebenso gibt es nur eine geringe Forschung für dieses Hilfsmittel für die Nutzer und technische Neuerungen sind vor allem durch Aktivitäten der Nutzer entstanden. Seit 2005 gibt es eine Initiative der Fachbereiche Maschinenbau sowie Pflege und Gesundheit der Hochschule Bielefeld, die sich gemeinsam mit Kooperationspartnern, darunter dem deutschen Rollstuhlsportverband, mit der technischen Untersuchung von manuellen Rollstühlen und den Anforderungen von Rollstuhlnutzern beschäftigt. 2010 fand die erste Fachtagung zum Thema statt. Mit diesem Forschungsprojekt wurde die mangelhafte Qualität vieler Rollstühle festgestellt, zumal sie die Nutzer im Alltag zusätzlich behindern. Der Rollwiderstand und die Fahreigenschaften sind häufig nicht optimal, die Anforderungen an die Nutzer zu hoch: Rollstuhlfahrer müssen für ihre Fortbewegung zwischen 10 und 450 Watt (durchschnittlich 210 W) leisten, ein Fahrradfahrer leistet über einen Zeitraum von zwei Stunden 130 Watt.

## Technische Details der Rollstuhlversorgung

### Aktiv-Rollstühle

#### Einstellung
Enorm wichtig ist bei Rollstühlen zum aktiven Fahren die leichte Einstellbarkeit auf den optimalen Greifpunkt. Dafür muss der Radstand und die Sitzeinheit variabel zueinander sein, um einen möglichst langen Greifweg zu erreichen, der leicht hinter dem Körper beginnt und möglichst weit nach vorne reicht, ohne die Schultern zu beanspruchen und sich nach vorne aus dem Rollstuhl heraus bewegen zu müssen. Diese besondere Einstellung ist nicht mit Leichtgewichts- oder Standardrollstühlen möglich, weshalb sich diese vergleichsweise schwerer über die Greifreifen antreiben lassen. Auch die Sitzhöhe muss optimiert werden, bei hängenden Armen sollte der Ellenbogen knapp über dem Antriebsrad sein. Ein leichter (negativer) Radsturz verbessert die Drehfreudigkeit des Rollstuhls, gibt Seitenstabilität und bringt die Räder noch dichter an den Nutzer heran, was das „aktive“ Selberfahren erleichtert. Zentrales Element der Rollstuhleinstellung ist der Dreh- und Kipppunkt: Die Achsaufnahme der Hinterräder sollte möglichst nah an dem Körperschwerpunkt liegen, der beim Sitzen im Rollstuhl etwas vor den Hüftgelenken liegt. Der Rollstuhl lässt sich dadurch gut drehen und leicht ankippen, was das Überwinden von Hindernissen (Kanten/Stufen) erleichtert. Der Rollstuhl muss so eingestellt sein, dass er leicht ankippbar ist, aber beim Anfahren nicht jedes Mal kippelt. Die sichere Fortbewegung in einem kippelig eingestellten Rollstuhls lässt sich schnell und einfach lernen. Bei Ungeübten kann das Rückwärts-Überkippen durch die Antikipp-/Stützräder verhindert werden. „Die Stützräder sollten so eingestellt sein, dass das Balancieren auf den Hinterrädern möglich ist, ein Überkippen aber verhindert wird. Dies ist bei den gängigen gekröpften Stützrädern häufig nicht möglich, da sie nicht hoch genug positioniert werden können.“

#### Ausstattung und Zubehör
Es gibt das unterschiedlichste Zubehör für Rollstühle, es sollten jedoch nur tatsächlich benötigte Teile angebracht werden, um das Gewicht nicht unnötig zu erhöhen.
- Beim Fußbrett ist zwischen einem durchgehenden und einem geteilten, sowie zwischen hochklappbaren, abschwenkbaren und abnehmbaren Fußbrettern zu unterscheiden. Das Fußbrett sollte Höhen- und Winkelverstellbar sein, um eine optimale Beinführung zu gewährleisten.
- Seitenteile, Armlehnen, Kleiderschutz beschränken die Sitzfläche zur Seite, ist die Sitzbreite günstig, geben sie Becken und Oberschenkel Führung und Halt. Sie sollten zweckmäßig sein und die aktive Fortbewegung nicht behindern, was bei Armlehnen meistens der Fall ist.
- Die Antriebsräder sollten im Verhältnis zur Rahmengröße stehen, gängige Größen sind 20, 22, 24 und 26 Zoll, es gibt Bereifung in unterschiedlichsten Ausführungen.
- Der Speichenschutz verhindert das Einklemmen der Finger und Beschädigung der Speichen. Heute ist er jedoch nicht nur funktional, sondern für viele Nutzer Ausdruck von individuellem Stil- und Designbewusstsein.
- Die Vorderräder gibt es als Luftbereifung, Vollgummi-Varianten zwischen 4 und 8 Zoll, Softrollen mit 5 bis 6 Zoll, Kunststoffräder 4 bis 5 Zoll und Skater-Rollen 2 bis 4 Zoll, auch in einer blinkenden Variante
- Federungen gibt es für Vorder- und Hinterrad, sie wirken sich jedoch auf die Kraftumsetzung aus
- Kopfstützen sind für den aktiven Nutzer meist nicht nötig und schränken die Bewegungsmöglichkeiten stark ein. Sie sind jedoch bei einigen Behinderungsformen sinnvoll, wenn eine Entlastung des Kopfes und Halses nötig ist, z. B. bei Muskelschwund. Kopfstützen erhöhen nicht die Sicherheit im Straßenverkehr und sind dazu nicht konstruiert!
- Bremsen sollten einfach zu bedienen sein und beim Ein- und Aussteigen oder Umsetzen nicht im Weg sein. Es gibt beispielsweise Kniehebelbremsen, Trommelbremsen und Nabenbremsen.
- Orthopädische und therapeutische Hilfsmittel können wenn nötig angebracht werden.

#### Sitzeinheit
Noch um 1990 boten Rollstühle nicht mehr Sitzkomfort als ein Campinghocker, was langfristig zu Dekubitus- und Rückenproblemen führt. Heute gibt es diverse Sitzeinheiten und Rückensysteme, die in den Rollstuhl integriert werden können, sie sollten dabei jedoch nicht die optimale Sitzposition beeinflussen. Sitzsysteme sollen wie ein Schreibtischstuhl guten Halt für das aktive Sitzen bieten und für eine günstige Druckverteilung sorgen. Die Sitzeinheit ist eine wichtige Grundlage zur Bewegung im Rollstuhl und damit zur Fortbewegung, sie sollte Arm- und Schulterfreiheit nicht einschränken und die Möglichkeit zur Entlastung bieten. Die Rückenlehne sollte maximal bis zur Unterkante des Schulterblattes reichen. Es ist zu berücksichtigen, dass kein Mensch mit oder ohne Behinderung den ganzen Tag gerade sitzen kann, so ist das auch nicht von Rollstuhlnutzern zu erwarten.

### Elektrorollstühle

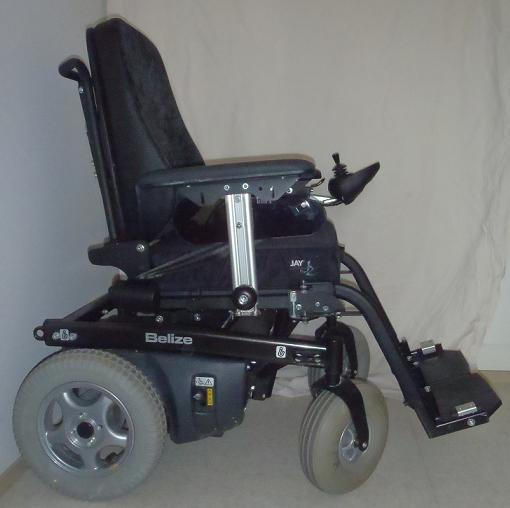
Elektrorollstuhl

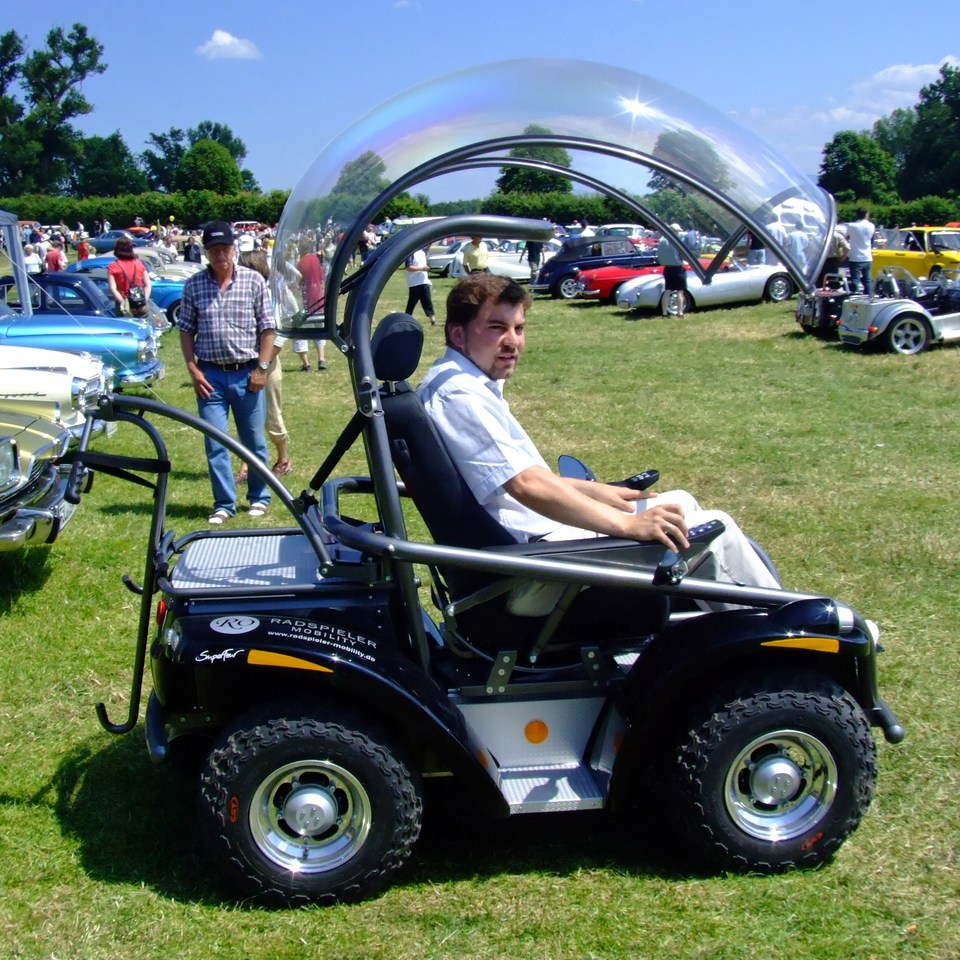
Otto Bock „SuperFour“, Outdoor-Hybrid-Rollstuhl mit Allradantrieb

Elektrisch angetriebene Rollstühle werden Benutzern verordnet, die neben dem generellen Bedarf an einem Rollstuhl ein hochgradiges Defizit der Armkraft und Arm-/Hand-Beweglichkeit oder eine allgemein geschwächte Konstitution haben, oder denen der Elektrorollstuhl zu einer benötigten, vergrößerten Mobilität verhilft, weil sie z. B. alleinstehend sind und niemanden zum Schieben haben.
Es gibt Typen mit einem Elektromotor, der die großen Räder direkt antreibt, und normale Faltrollstühle, deren große Räder durch solche mit je einem Radnabenmotor (ähnlich zum Pedelecantrieb) ersetzt sind. Hier gibt es – wie bei Fahrrädern – solche, die nur den Handantrieb unterstützen und solche, die rein elektrisch fahren.
In beiden Typen stammt die Energie aus einem Akkumulator; die Steuerung der Richtung und der Geschwindigkeit erfolgt meist mit einer Joystick-Steuerung. Analog zu den Antriebsarten kann die Lenkung entweder indirekt über verschiedene Drehzahlen der Antriebsräder erfolgen, oder auch direkt mittels Spurstange oder Einzelradlenkung. Bauartliche Gruppen entstehen teilweise durch die Vorgaben des deutschen Straßenverkehrsrechts, z. B. nach der der Höchstgeschwindigkeit (siehe unten).
Technisch und hinsichtlich des Hilfsmittelbegriffs werden Elektrorollstühle gegen die Elektromobile abgegrenzt, die gegenüber den „E-Rollis“ weniger individuell an Behinderungen anpassbar sind, die Grenzen sind jedoch häufig fließend. Elektrorollstühle erlauben sitzende Tätigkeiten, die beispielsweise das frontale Anfahren und Nutzen von Tischen voraussetzen, während Elektromobile vorrangig für draußen bestimmte Fortbewegungsmittel sind, deren Lenkung und Vorderrad sich oft mittig vor dem Nutzer befinden.
Durch den Einsatz von Lithium-Ionen-Akkumulatoren anstelle von herkömmlichen Bleiakkumulatoren lässt dich das Gesamtgewicht der Rollstühle deutlich senken, und es werden portable, faltbare Elektrorollstühle realisiert.
Ein Spezialfall eines Elektrorollstuhls ist ein „Treppenrollstuhl“ oder „Treppensteiger“. Die damit bezeichneten Rollstühle haben einen elektrisch betriebenen Antriebsmechanismus zum Befahren von Treppen.
Um schwerbehinderten Menschen das Autofahren zu ermöglichen, wurden Lösungen entwickelt, die einen Elektrorollstuhl in behindertengerecht umgebaute Autos integrieren. Das Rollstuhlmodell PR-50, das 2008 vom Unternehmen Paravan entwickelt wurde, erhielt als erster Elektro-Rollstuhl eine EU-weite Zulassung als Autositz.
Flugreisen mit Elektrorollstühlen können problematisch sein, da sich manche Fluggesellschaften zur Sicherstellung der Flugsicherheit grundsätzlich weigern, Säurebatterien an Bord zu nehmen. Andere Fluggesellschaften verlangen beispielsweise, dass die Batterien aus dem Rollstuhl entfernt werden und in Spezialboxen der Fluggesellschaft transportiert werden. Einige Fluggesellschaften transportieren nur Elektrorollstühle mit auslaufsicheren Nassbatterien. Sollten Säurebatterien nicht an Bord erlaubt sein, muss der Rollstuhl vor dem Flug auf die wesentlich teureren Trockenbatterien umgerüstet werden. Auch für Trockenbatterien gelten bestimmte Sicherheitsvorschriften. So müssen beispielsweise die Kabelanschlüsse von den Batterien abgeklemmt und die Pole der Batterie isoliert werden. Vor Luftreisen ist es nützlich, vom Rollstuhlhersteller ein IATA-Zertifikat für die Lufttransporttauglichkeit der Batterie anzufordern.

## Transfer
Für den Transfer eines Patienten in einen Rollstuhl gibt es diverse Methoden zum passiven oder aktiven Transfer. Ein Beispiel ist der Querbettsitz, mit dessen Hilfe der Vorgang wesentlich erleichtert wird. Weitere Hilfsmittel zum Umsetzen sind Bügel-Lifter, Tuch-Lifter oder ein Rutsch-Brett.

## Normen
Die Europäische Norm EN ISO 9999 (2003) „Technische Hilfen für behinderte Menschen – Klassifikation und Terminologie“ ordnet Rollstühle in die Gruppe 12–21 mit elf Untergruppen ein.
Weitere Normenwerke:
- DIN 13240-1 Rollstühle; Einteilung Ausgabe 12/1983
- DIN 13240-2 Rollstühle; Begriffe 12/1983
- DIN 13240-3 Rollstühle; Maße 08/1994
- DIN EN 12183 Rollstühle mit Muskelkraftantrieb – Anforderungen und Prüfverfahren
- DIN EN 12184 Elektrorollstühle und -mobile und zugehörige Ladegeräte – Anforderungen und Prüfverfahren
- DIN ISO 6440 Rollstühle; Benennungen, Begriffe 1985
- DIN ISO 7176–1 Rollstühle; Bestimmung
- DIN ISO 7193 Rollstühle – Maximale Gesamtmaße

## Produktverzeichnisse
Im Verzeichnis über Technische Hilfsmittel Rehadat sind in der Produktgruppe 12–21 über 400 Einzelmodelle von im Sanitätsfachhandel erhältlichen Rollstühlen verzeichnet.
Das Hilfsmittelverzeichnis der deutschen Gesetzlichen Krankenversicherung ordnet Rollstühle in den Bereich 18 – „Krankenfahrzeuge“ ein mit den vier Unterscheidungsbereichen „Innenraum“, „Innenraum und Straßenverkehr“, „Straßenverkehr“ und „Treppen“ mit weiteren Unterteilungen.

## Leistungspflicht der Gesetzlichen Krankenversicherung (GKV)

### Rechtsanspruch
Rollstühle sind Hilfsmittel i. S. v. § 33 Fünftes Buch Sozialgesetzbuch.
Damit die Kosten für den Rollstuhl von der Krankenkasse übernommen werden können, ist ein ärztliches Attest mit genauer Angabe und medizinischer Begründung erforderlich.
Die Krankenkasse stellt dem Versicherten für die Dauer der medizinischen Notwendigkeit über einen Vertragspartner einen wieder einzusetzenden Rollstuhl aus dem Hilfsmittelpool oder Fallpauschalhilfsmittel als Sachleistung zur Verfügung. Der Versicherte hat keinen Anspruch auf Neulieferung eines Rollstuhls. Wünscht der Versicherte Ausstattungen, die nicht medizinisch erforderlich sind, so hat er die Kosten dafür selber zu tragen. Das Eigentum des Rollstuhls verbleibt bei der Krankenversicherung oder bei einem Fallpauschalrollstuhl beim Vertragspartner der Krankenkasse. Der gesetzliche Eigenanteil für den Versicherten beträgt 10 Prozent des Vertragspreises für den Rollstuhl, mindestens 5 Euro, maximal 10 Euro, soweit der Versicherte nicht von der Zuzahlung befreit ist.
Die ordnungsgemäße Verwendung, die Aufbewahrung und die allgemeine Wartung und Pflege fällt mit der Überlassung des Krankenfahrzeuges in die Zuständigkeit des Versicherten. Die erforderlichen Reparaturen werden von der Krankenkasse übernommen.
Einzelne Krankenversicherungen und Vertragspartnerunternehmen haben für die Zurverfügungstellung von Rollstühlen einen Fallpauschalvertrag vereinbart. Dabei wird einem bestimmten Mitglied der für ihn geeignete Rollstuhl für einen definierten Zeitraum – mindestens zwei Jahre, maximal fünf Jahre – maximal für die Dauer der medizinischen Notwendigkeit – durch den Leistungsträger vom Vertragspartner gemietet. In dieser Fallpauschale sind für den gesamten Vertragszeitraum alle durch den Hersteller oder das Medizinproduktegesetz vorgeschriebenen besonderen Wartungen, normale Verschleißreparaturen incl. aller erforderlichen Ersatzteile enthalten.
Dies gilt nicht für Reparaturen, die auf unsachgemäßen oder nicht bestimmungsgemäßen Gebrauch, mangelnde Pflege oder Schäden durch mangelhafte Lagerung oder Überlassung des Rollstuhls an Dritte zurückzuführen sind. In diesen Fällen hat der Versicherte die dafür entstehenden Kosten selbst zu tragen.

### Manuelle Rollstühle
Die Normalversorgung für Versicherte der GKV erfolgt mit einem nichtmotorisierten Standardrollstuhl/Greifreifenrollstuhl. Die Versorgung erfolgt in einfacher Ausfertigung. Für Fälle, wo ein zweiter Rollstuhl (einer für den Außen- und einer für den Innenbereich) benötigt wird, ist eine Doppelversorgung möglich.

### Elektrorollstühle
Sofern die entsprechenden Voraussetzungen erfüllt sind, stellen die Krankenkassen ihren Versicherten Elektrorollstühle mit einer Geschwindigkeit von 6 km/h zur Verfügung. Elektro-Krankenfahrzeuge mit mehr als 6 km/h sind keine Hilfsmittel im Sinne des SGB V. Wünscht der Versicherte eine solche über die Leistungspflicht der Krankenversicherung hinausgehende Versorgung (z. B. mit einer Höchstgeschwindigkeit von 10 km/h), hat er die Möglichkeit, diese bei Übernahme der Mehrkosten in Anspruch zu nehmen.
„Stromkosten“, die für die Nutzung eines von der Krankenkasse zur Verfügung gestellten Elektrorollstuhls anfallen, fallen in die Leistungspflicht der Krankenkassen (so das Bundessozialgericht in seiner Entscheidung Az. 3 RK 12/96 vom 6. Februar 1997) und werden von der Krankenkasse nach dem tatsächlichen Verbrauch erstattet. Die Inanspruchnahme eines Elektrorollstuhles ist über den Kilometerstand zu ermitteln. Abhängig von der tatsächlichen Nutzungen und der elektrischen Leistung des stromabnehmenden Hilfsmittels erstattet z. B. die KKH 0,18 Euro pro kWh. Viele Krankenkassen übernehmen die Energiekosten nach Wahl der Versicherten in Form einer Pauschale (z. B. bei der DAK 2,50 Euro, bei den AOK 5,11 Euro pro Monat).

### Rollstuhlversorgung in Heimen
Nach § 33 Abs. 1 SGB V haben Versicherte Anspruch auf Versorgung mit Hilfsmitteln. Krankenkassen sind für die Versorgung grundsätzlich unabhängig davon verpflichtet, ob Versicherte in einer eigenen Wohnung oder in einem Heim leben. Dieser Grundsatz erfährt jedoch beim „Versicherungsfall“ der vollstationären Pflegebedürftigkeit, also bei der vollstationären Pflege in einem Pflegeheim (§ 71 Abs. 2 SGB XI) oder in einer vollstationären Einrichtung der Behindertenhilfe (§ 43a SGB XI), eine Einschränkung. Die Pflicht der gesetzlichen Krankenversicherung zur Versorgung der Versicherten mit Hilfsmitteln endet nach SGB V und Elftes Buch Sozialgesetzbuch dort, wo bei vollstationärer Pflege die Pflicht des Heimträgers auf Versorgung der Heimbewohner mit Hilfsmitteln einsetzt. Die hiermit verbundenen Kosten sind mit dem Pflegesatz abgegolten. Die Bereitstellungspflicht beschränkt sich dabei auf den Bereich innerhalb des Heims und das Heimgelände.

#### Einzelne Rechtsprechungs-Fälle
Die Leistungspflicht der Krankenversicherung ist nicht dadurch ausgeschlossen, dass der Versicherte zum Kreis pflegebedürftiger Personen nach §§ 14, 15 SGB XI gehört (z. B. Schwerstpflegebedürftigkeit nach Pflegestufe III) und der Rollstuhl auch der Erleichterung ihrer Pflege dient. (BSG-Urteil vom 10. Februar 2000, B 3 KR 28/99R)
Ein Leistungsanspruch gegen die Krankenkasse auf Versorgung mit einem vom Arzt verordneten Rollstuhl als Hilfsmittel besteht immer dann, wenn der Betroffene den Rollstuhl für Aktivitäten außerhalb des Heimes benötigt (insbesondere Spazierfahrten; Befriedigung eines allgemeinen Grundbedürfnisses – Mobilität und gesellschaftlicher Kontakt zur Vermeidung von Vereinsamung, Ausfahrten mit Angehörigen usw.). (vgl. BSG, Urteil vom 10. Februar 2000, Az.: B3 KR 26/99 R)
Soweit ein Bewohner auf einen Rollstuhl angewiesen ist, das Heim aber nicht mehr verlässt, hat dieser aber dennoch einen Anspruch gegenüber der eigenen Krankenkasse, wenn er seine Wege und Aufenthaltsorte zumindest innerhalb des Heimes noch selbst bestimmen kann. Die gesetzliche Krankenversicherung hat dabei nur solche Hilfsmittel zur Verfügung zu stellen, die nicht der „Sphäre“ der vollstationären Pflege zuzurechnen sind. Das sind im Wesentlichen:
1. individuell angepasste Hilfsmittel, die ihrer Natur nach nur für den einzelnen Versicherten bestimmt und grundsätzlich nur für ihn verwendbar sind (z. B. Brillen, Hörgeräte, sonstige Prothesen);
2. Hilfsmittel, die der Befriedigung eines allgemeinen Grundbedürfnisses (z. B. Kommunikation oder Mobilität) außerhalb des Pflegeheims dienen.

Das ist noch nicht der Fall, wenn es nur um das reine spazieren fahren an der frischen Luft auf dem Heimgelände geht. Die Sphäre des Heimes ist dann noch nicht verlassen, wenn es sich um gemeinsame Ausflüge der Heimbewohner oder um sonstige von der Heimleitung organisierte bzw. verantwortete Aktivitäten außerhalb des Heimes (z. B. gemeinsamer Stadtbummel) handelt. Regelmäßige Aktivitäten des Pflegebedürftigen außerhalb des Heimes (Ausflüge, Spazierfahrten, Besuche in Café, Restaurant, Theater, Kino usw.), allein oder in Begleitung von Angehörigen, Freunden und Bekannten, unabhängig vom Pflegepersonal, können hingegen nicht mehr der Sphäre des Heimes und seinem Verantwortungsbereich zugerechnet werden. Eine Erklärung der Angehörigen, dass der Patient regelmäßig mehrfach in der Woche außerhalb des Heimes zu Spazierfahrten abgeholt wird (z. B. Friedhofsbesuche o. ä.) löst in der Regel eine Leistungspflicht der Krankenkasse aus. Der Heimträger hat lediglich für die Versorgung mit üblichen Hilfsmitteln innerhalb des Pflegeheimes und des Heimgeländes einzustehen. (vgl. Urteil des BSG vom 20. Februar 2000, B 3 KR 28/99 R)
Das Bundessozialgericht hat in seinem Urteil (BSG vom 22. Juli 2004, B 3 KR 5/03 R, u. a. in NZS 2005, 533) dies noch einmal konkretisiert:

Die Abgrenzung der Leistungsverpflichtung der gesetzlichen Krankenversicherung bei der Hilfsmittel-Versorgung in Pflegeheimen von der Vorhaltepflicht des Heimträgers hat danach zu erfolgen, ob noch eine Krankenbehandlung und ein Behinderungsausgleich im Sinne medizinischer Rehabilitation stattfindet (Folge: Leistungsverpflichtung der gesetzlichen Krankenversicherung) oder aber ganz überwiegend die Pflege im Vordergrund steht, weil eine Selbstbestimmung und gleichberechtigte Teilhabe am Leben in der Gesellschaft nicht mehr möglich ist (Folge: Vorhaltepflicht des Heimträgers). Es müssen die konkreten Umstände des Einzelfalles herangezogen werden. Demnach sind auch solche Gegenstände der Heimausstattung (unter Umständen also auch Rollstühle) zuzurechnen, bei denen zwar noch ein gewisser Behinderungsausgleich zu erkennen ist, ganz überwiegend aber die Pflege im Vordergrund steht, weil eine Selbstbestimmung und Teilhabe am Leben in der Gesellschaft nicht mehr möglich ist und eine Rehabilitation damit nicht mehr stattfindet.

Entscheidend ist danach, ob dem Betroffenen eine verantwortungsbewusste Bestimmung über das eigene Schicksal noch möglich ist oder nicht bzw. ob er wegen des Fehlens dieser Fähigkeit nicht lediglich zum „Objekt der Pflege“ geworden ist.
Für den Einzelfall ist es wichtig, ob der Betroffene seinen Aufenthaltsort noch aktiv bestimmen kann und ihm damit ein eigenständiges und bewusstes Gestalten des Gemeinschaftslebens im Heim möglich ist.

In dem vom BSG entschiedenen Fall war die dortige schwerstpflegebedürftige (= Pflegestufe III) Klägerin noch in der Lage, selbst Eindrücke wahrzunehmen, zu lachen und auf Ansprache zu reagieren. Dieses passive Reagieren genügte jedoch nicht, um die Leistungspflicht der Krankenkasse auszulösen.
Für Behinderteneinrichtungen gilt, dass Bewohner nur dann mit einem Rollstuhl zu Lasten der Krankenkasse auszustatten sind, wenn er benötigt wird, um außerhalb des Heims Spazierfahrten unternehmen zu können oder wenn nach den vom Sozialhilfeträger getroffenen Vereinbarungen der Träger der Behinderteneinrichtung nicht verpflichtet ist, innerhalb des Heims die zur Pflege gehunfähiger Personen benötigten Rollstühle vorzuhalten. Angesichts der Mannigfaltigkeit der Behinderteneinrichtungen kann eine solche Vorhaltepflicht nicht wie bei stationären Pflegeeinrichtungen allgemein bejaht werden. (BSG-Urteil vom 10. Februar 2000, B 3 KR 17/99 R)

#### Aktuelle Rechtslage
Diese Rechtsprechung hat der Gesetzgeber als nicht angemessen empfunden und im Rahmen der Gesundheitsreform 2006 (GKV-Wettbewerbsstärkungsgesetz) die Hilfsmittelrichtlinie zu § 33 SGB V angepasst: „Die für den üblichen Betrieb erforderlichen Krankenfahrzeuge (Nutzung durch mehrere Bewohner zu reinen Transport-/Transferzwecken) oder die der Durchführung der Grundpflege (z. B. Maßnahmen zur Unterstützung der Ausscheidung und Körperhygiene) dienen, gehören zur Ausstattung eines Pflegeheims. Rollstühle, die eine aktive oder passive Teilhabe am Gemeinschaftsleben ermöglichen, fallen in die Leistungspflicht der GKV, sofern sie ausschließlich von einem Versicherten genutzt werden. Bei der Beurteilung über die Leistungszuständigkeit kommt es nicht darauf an, ob der Rollstuhl innerhalb oder außerhalb der stationären Einrichtung genutzt wird.“ Im Ergebnis hat nunmehr seit dem 1. April 2007 jeder Bewohner eines Pflegeheimes einen Anspruch auf Versorgung mit einem Rollstuhl gegen seine Krankenkasse, sofern dieser ausschließlich durch ihn genutzt wird.

## Straßenverkehrsrecht

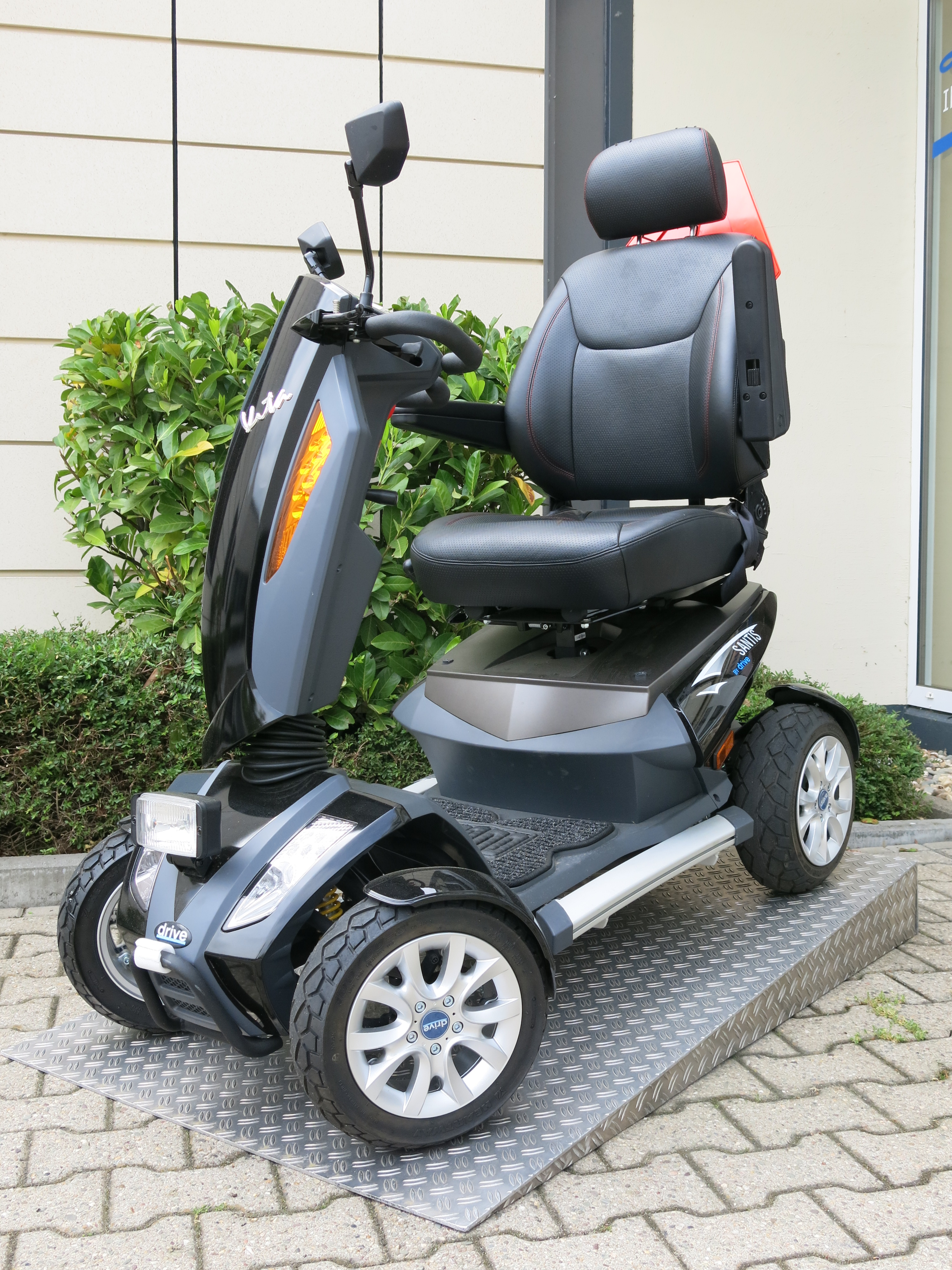
Elektromobil bzw. E-Scooter mit 700-Watt-Elektromotor und 55 km Reichweite (15-km/h-Version)

Für die Ausstattung und Zulassung von Rollstühlen bestehen Sondervorschriften in den Regelwerken des Straßenverkehrsrechts: Fahrerlaubnis-Verordnung (FeV), Straßenverkehrsordnung (StVO), Fahrzeug-Zulassungsverordnung (FZV) und Straßenverkehrs-Zulassungs-Ordnung (StVZO).

### Zulassungsverfahren
Nach § 1 Fahrzeug-Zulassungsverordnung (FZV) sind Krankenfahrstühle bis 6 km/h generell zulassungsfrei; Schiebe- und Greifrollstühle sind keine Fahrzeuge im Sinne der Verordnung, weder der FZV noch der StVO.

Die FZV definiert Elektro-Rollstühle oder motorisierte Krankenfahrstühle als: 

„Einsitzige, nach der Bauart zum Gebrauch durch körperlich behinderte Personen bestimmte Kraftfahrzeuge mit Elektroantrieb, einer Leermasse von nicht mehr als 300 kg einschließlich Batterien jedoch ohne Fahrer, einer zulässigen Gesamtmasse von nicht mehr als 500 kg, einer bauartbedingten Höchstgeschwindigkeit von nicht mehr als 15 km/h und einer Breite über alles von maximal 110 cm.“

 Nach § 3 FZV sind motorisierte Krankenfahrstühle vom Zulassungsverfahren befreit, jedoch bedarf es einer Bauartgenehmigung (ABE) oder einer Einzelgenehmigung sowie eines gültigen Versicherungskennzeichens für die Inbetriebnahme im öffentlichen Straßenverkehr.
Mit der Betriebserlaubnis verbunden sind die Vorschriften hinsichtlich der Bremsen (§ 41 StVZO), der Beleuchtung (§ 50 StVZO), Begrenzungsleuchten (§ 51 StVZO), Parkleuchten und Warntafeln (§ 51c StVZO), Hupe (§ 55 StVZO) usw.
Das Elektromobil ist von der Bauart – im Gegensatz zum Elektrorollstuhl – für das Zulassungsverfahren vorgesehen. Elektromobile sind baugleich in verschiedenen Geschwindigkeitsbereichen (6/10/12/15 km/h) lieferbar, die Höchstgeschwindigkeit wird mittels Leistungsbegrenzung vorgenommen.

### Straßenverkehrsordnung
Nach § 24 Abs. 2 StVO darf mit Krankenfahrstühlen dort, wo Fußgängerverkehr zulässig ist, gefahren werden, jedoch nur mit Schrittgeschwindigkeit. Bei höherer Geschwindigkeit als Schrittgeschwindigkeit gelten die Bestimmungen nach § 2 StVO (Straßenbenutzung).

### Fahrerlaubnisrecht
Motorisierte Krankenfahrstühle bis zu einer bauartbedingten Höchstgeschwindigkeit von 15 km/h dürfen ohne Fahrerlaubnis gefahren werden. Liegt die bauartbedingte Höchstgeschwindigkeit über 15 km/h, ist der Krankenfahrstuhl ein vierrädriges Leichtkraftfahrzeug nach der EG-Fahrzeugklasse L6e und fahrerlaubnispflichtig (Klasse AM).

### Versicherungspflicht

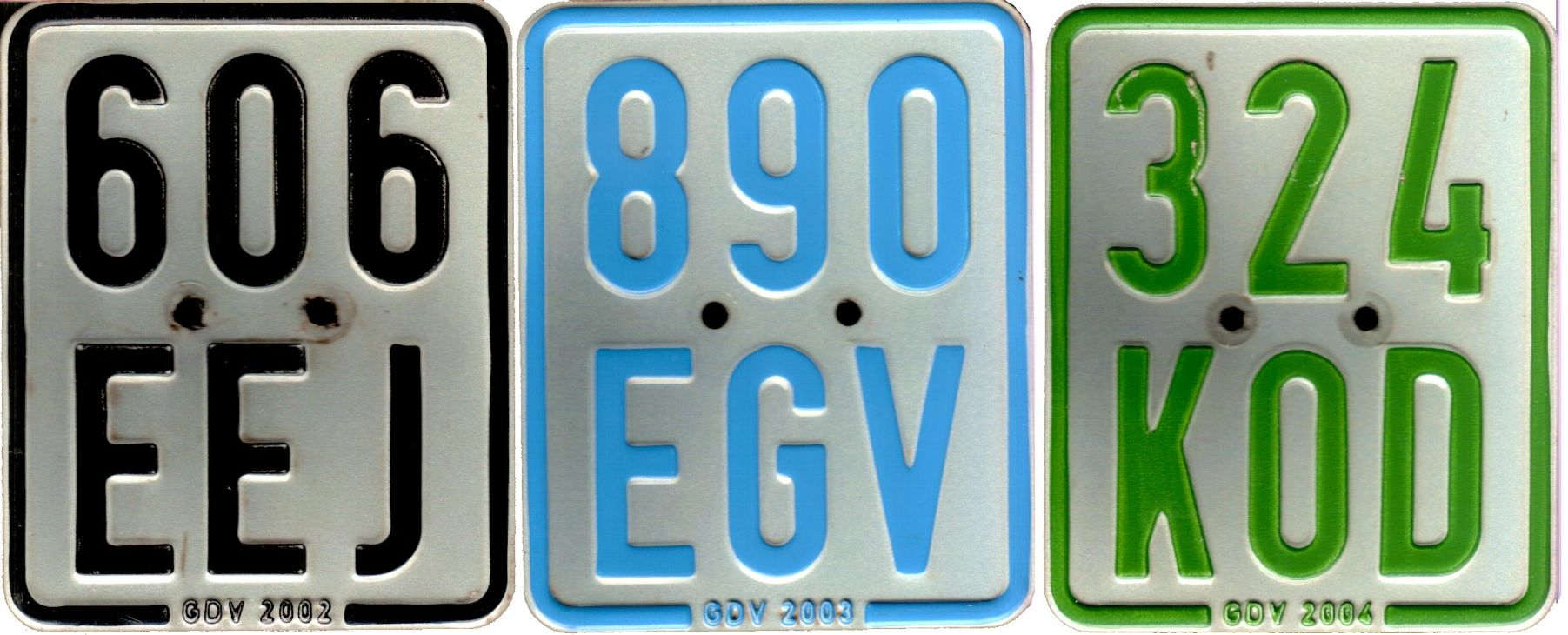
Jahreskennzeichen

Nach dem Gesetz über die Pflichtversicherung für Kraftfahrzeughalter ist der Halter eines Kraftfahrzeugs verpflichtet, eine Haftpflichtversicherung abzuschließen, die Personen-, Sach- oder Vermögensschäden absichert, sofern die bauartbedingte Höchstgeschwindigkeit 6 km/h übersteigt. Gültig ist das Versicherungskennzeichen für ein Jahr, beginnend am 1. März bis zum Ende Februar des Folgejahres. (Unterscheidung durch Jahresaufdruck und Farbe)
Standard-Elektrorollstühle mit einer Höchstgeschwindigkeit bis max. 6 km/h (deren Kosten von den Krankenkassen übernommen und zur Verfügung gestellt werden) sind von der Versicherungspflicht ausgenommen. Dennoch erscheint eine Versicherung ratsam, falls beim Rollstuhlbetrieb Schäden an anderen Fahrzeugen verursacht werden. Nicht versicherungspflichtige Rollstühle können beispielsweise in eine Privathaftpflichtversicherung eingeschlossen werden; dem Versicherer ist dies anzuzeigen. Die Kosten einer Privathaftpflichtversicherung werden jedoch von der Krankenkasse nicht übernommen.
Wurde von der Krankenkasse ein Rollstuhl, der der Versicherungspflicht (über 6 km/h bbH) unterliegt, aus medizinischen oder besonderen verkehrsmäßigen Gründen bewilligt, so hat die Krankenkasse das Fahrzeug zu versichern und hierfür die Kosten zu tragen, denn zur Hilfsmittelversorgung gehört, dass es in betriebsfähigem Zustand bereitgestellt wird, und dazu gehört auch die Pflichtversicherung. (Vgl. Bundessozialgericht vom 14. September 1994, AZ: 3/1 RK 56/93)

## Mitnahme im öffentlichen Verkehr
Die Richtlinie 2001/85/EG des Europäischen Parlaments und des Rates sieht die „Beförderung von Personen mit eingeschränkter Mobilität, einschließlich Rollstuhlfahrer“, in „Fahrzeugen zur Personenbeförderung mit mehr als acht Sitzplätzen“ (Omnibus) vor. Die Beförderung von „einem oder mehreren Rollstühlen“ ist durch veränderliche Sitzplatzkapazitäten zu ermöglichen. Die Gesamtmasse (Rollstuhl und Rollstuhlfahrer) ist mit 250 kg berechnet.
Nach einem Gutachten des VDV zur Sicherheit der Mitnahme im öffentlichen Verkehr schließen manche Unternehmen seit Herbst 2014 die Mitnahme von Elektromobilen in Bussen und Straßenbahnen aus Sicherheitsgründen (Kipp- und Rutschgefahr bei starken Bremsungen oder Kurvenfahrten) aus. Nicht betroffen sind Rollatoren und Rollstühle. Nach § 145 SGB IX steht Personen mit Schwerbehindertenausweis (Merkzeichen „G“) unter bestimmten Voraussetzungen die unentgeltliche Beförderung zu.

## Sonstiges, Trivia

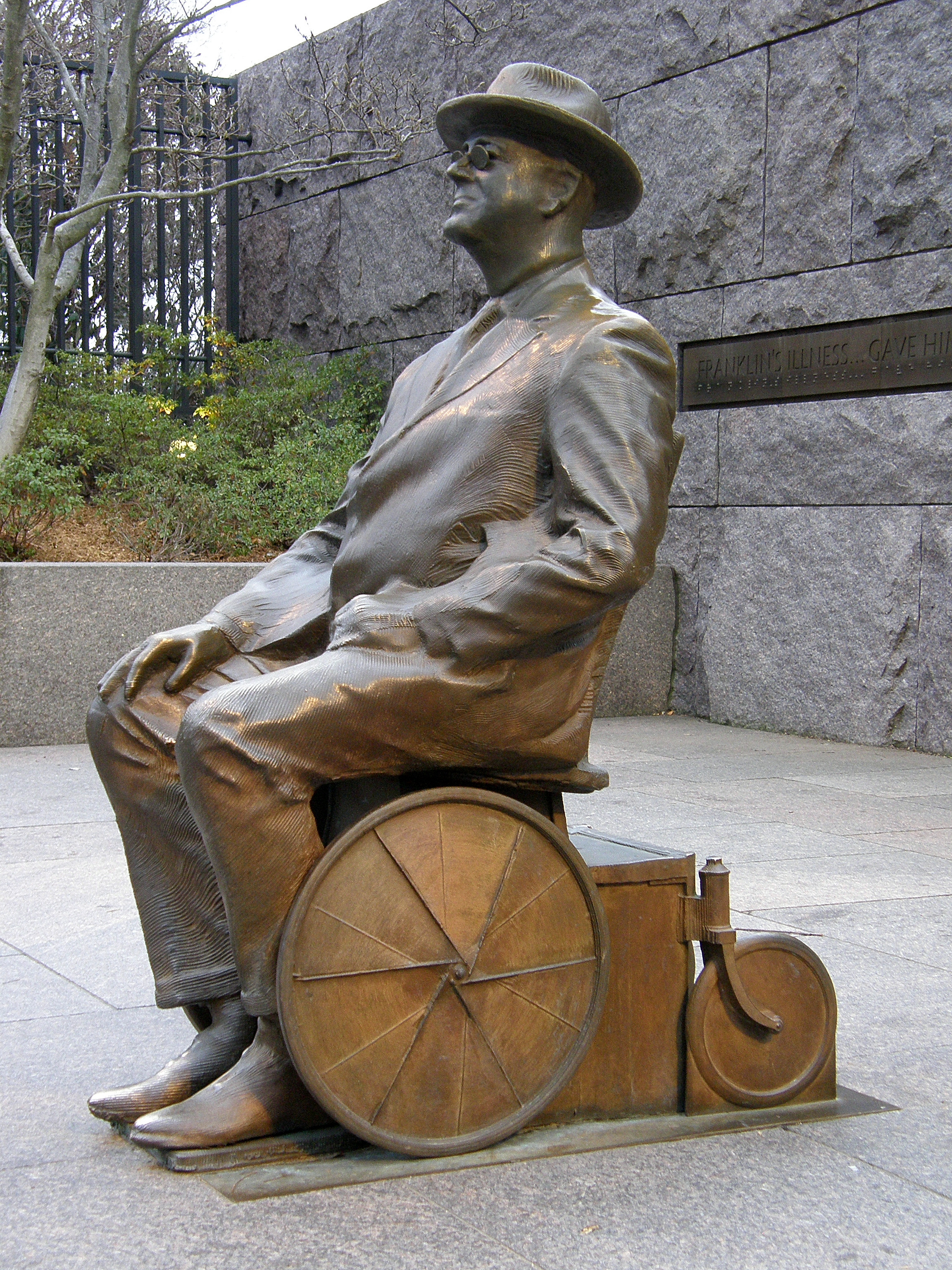
Roosevelt (US-Präsident von 1933–1945)

Der französische Revolutionär Georges Couthon (1755–1794), der von der Hüfte abwärts gelähmt war, ließ sich einen Rollstuhl bauen, den er mittels zweier links und rechts an den Armlehnen angebrachter Kurbeln mit vertikalen Achsen bewegen konnte. Der Rollstuhl ist im Musée Carnavalet ausgestellt.
Franklin D. Roosevelt, US-Präsident von 1933 bis zu seinem Tod 1945, war seit einer Polio-Erkrankung 1921 auf einen Rollstuhl angewiesen. Dies war öffentlich weithin bekannt; gleichwohl vermied Roosevelt es, im Rollstuhl fotografiert oder gefilmt zu werden.
Ein weiterer prominenter Rollstuhlfahrer war der CDU-Politiker Wolfgang Schäuble nach einem Attentat im Oktober 1990.
Der Unicodeblock Verschiedene Symbole enthält mit U+267F das Zeichen Rollstuhl (WHEELCHAIR SYMBOL, (♿)) als Sinnbild für Körperbehinderung.